# Studium generale
Nelle università e nel mondo dell'istruzione tedeschi, l'espressione Studium generale, talvolta indicata anche come Studium fundamentale o Studium universale, è oggi generalmente utilizzata per descrivere tutti i corsi pubblici facoltativi di un'università. Nello spirito del patrimonio educativo umanistico, essi incarnano la missione delle università di promuovere una cultura generale completa. Il completamento di questi corsi non dà diritto al rilascio di alcun titolo accademico.
Il termine si riferisce anche a una fase di orientamento, di solito della durata di due semestri, durante la quale gli studenti del primo anno frequentano contemporaneamente corsi comuni a diverse aree disciplinari. Lo scopo è quello di consentire una migliore decisione al momento della scelta del corso di laurea e, allo stesso tempo, facilitare la transizione dal mero apprendimento scolastico 
al metodo di studio e insegnamento di tipo accademico.

## Origine
In origine, gli studia generalia o semplicemente studia erano il nome delle grandi scuole del Medioevo, mentre nel periodo della Scolastica la parola universitas era riservata ala gilda appartenente ad uno studium. Alla fine del XIII secolo, divenne consuetudine concedere a uno studium generale il diritto di rilasciare titoli accademici solo a seguito dell'autorizzazione del Papa, dell'imperatore o del re.

## Come parte del programma di studio
In molte università e istituti superiori tedeschi, lo studium generale fa parte del programma di laurea. In alcuni casi, la partecipazione a tali corsi è addirittura obbligatoria ed esistono istituti separati per lo studium generale', ad esempio presso l'Università di Magonza (dal 1948/49) e l'Università delle Forze Armate Federali di Monaco (dal 1973).
A Karlsruhe, la storia dell'istituzione di uno Studium Generale può essere fatta risalire al XIX secolo. Ferdinand Redtenbacher, professore di ingegneria meccanica, quando fu acapo el al Politecnico di Karlsruhe dal 1857 al 1863, promosse l'ampliamento della didattica delle discipline che pertinevano all'istruzione generale.
Dopo la Seconda guerra mondiale, nel semestre invernale del 1949/1950 fu introdotto uno studium generale presso l'ex Technische Hochschule Fridericiana, che fu infine istituzionalizzato nel 1972 come istituzione centrale dell'Università di Karlsruhe sotto la direzione del filosofo Simon Moser. Secondo l'art. 1 dello statuto, lo Studium Generale era destinato a "servire l'autoriflessione attuale e futura dell'università".
Dal 2002 fa parte dell'allora neocostituito ZAK | Centro per gli studi culturali applicati, un'istituzione scientifica centrale dell'ateneo di Karlsruhe: lo Studium Generale è diretto da Caroline Y. Robertson-von Trotha, direttrice dello ZAK. I principi della programmazione didattica includono lo studio dei seguenti ambiti di conoscenza: “comunicazione interculturale e interdisciplinare", "integrazione delle conoscenze specialistiche nel contesto della società nel suo complesso", "scambio tra università e società".
All'Università di Witten/Herdecke, lo Studium fundamentale fa parte del piano di studi fin dalla sua fondazione nel 1983. Inizialmente c'era un istituto corrispondente, ma dal 1993 esiste una facoltà separata. Lo Studium fundamentale è un corso obbligatorio che deve essere completato dagli studenti di tutte le facoltà di Witten. Non ci sono lezioni specifiche un giorno alla settimana, ma gli studenti possono scegliere i corsi più adatti ai loro interessi tra la vasta gamma di quelli offerti all'interno dello Studium fundamentale. Tale offrta formativa è specificamente mirata allo sviluppo di capacità artistiche, comunicative e riflessive.
All'Università Zeppelin di Friedrichshafen, lo Studium Generale è erogato sotto forma di un modulo interdisciplinare che tutti gli studenti del primo e del secondo semestre sono tenuti a completare. L'insegnamento interdisciplinare dei metodi di ricerca e delle questioni scientifiche serve ad analizzare i problemi sociali in un contesto transdisciplinare. Inoltre, da gennaio 2019, il programma Kompass, della durata di un semestre, consente agli studenti di combinare liberamente materie di economia, studi culturali, scienze politiche e scienze sociali.
Strutture simili esistono in altre università, come Zittau/Görlitz, Erfurt, HTWK Leipzig, Alanus Hochschule für Kunst und Gesellschaft, vicino a Bonn  e nelle università di Amburgo: Bucerius Law School, HafenCity Universität, Frankfurt University of Applied Sciences e Leuphana Universität Lüneburg (dove è un programma di studio complementare).
Dal 1948 il Leibniz Kolleg dell'Università di Tubinga offre uno studium generale dela durata di un anno, che ha lo scopo di introdurre gli studenti al lavoro accademico e di consentire loro di prendere decisioni di studio consapevoli, ma che non fa parte dei programmi di laurea regolari.
Il Salem Kolleg di Überlingen, sul lago di Costanza, offre un anno di orientamento per preparare gli studenti alla scelta del corso di laurea e della carriera dopo il diploma di scuola secondaria. Vengono introdotti i vari corsi di laurea e i metodi di lavoro accademico nello Studium generale, l'accompagnamento e l'orientamento individuale alla professione, la formazione all'aperto e alla leadership.
L'Aicher-Scholl-Kolleg, presso l'ex Scuola di progettazione di Ulm, offre un corso di studi generale con specializzazioni liberamente selezionabili dopo aver conseguito l'Abitur, quale orientamento, supporto decisionale e come preparazione a studi o formazioni futuri. L'istituto fa parte del vh Ulm e collabora con l'Università di Ulm, l'Università di Scienze Applicate di Neu-Ulm e la Scuola di Design di Schwäbisch Gmünd. Il college fa parte del vh Ulm e collabora con l'Università di Ulm, la Hochschule für angewandte Wissenschaften Neu-Ulm e la Hochschule für Gestaltung Schwäbisch Gmünd.

## Unità della scienza
La crescente specializzazione delle scienze è stata a lungo accompagnata dalla richiesta di una maggiore standardizzazione della comunità scientifica e quindi di realizzare una “unità della scienza”. Nel 2017, Rudolf Kötter ha analizzato questi sforzi. Negli anni Venti erano particolarmente promettenti gli approcci del Circolo di Vienna orbitante intorno alla figura di Moritz Schlick. Poiché molti dei suoi membri erano ebrei, il circolo si interruppe bruscamente dopo l'ascesa al potere di Adolf Hitler. Negli anni Novanta, in Germania si sono tenuti diversi congressi e cicli di conferenze incentrati sull'unità delle scienze. Tra i promotori figurano Jürgen Mittelstraß, Bernd-Olaf Küppers, Herbert Mainusch e Richard Toellner. Nonostante i grandi sforzi, non è stato ancora possibile realizzare tale progetto di unificazione.
In tale contesto, il giurista svizzero Luc Saner ha fondato nel 2016 il comitato Einheit der Wissenschaft und echtes Studium generale (Comitato per l'unità della scienza e un autentico Studium generale) con l'obbiettivo di istituire un programma di studi generali di due semestri nel maggior numero possibile di università, programma che dovrebbe consentire di formare dei “veri” generalisti del sapere su base olistica, mettendoli in grado di pensare e agire in modo transdisciplinare. Saner, che parla anche in questo caso di uno Studium fundamentale, parte dal presupposto che l'alto grado di specializzazione delle scienze non è adatto a rispondere in modo appropriato ed efficace all'influenza globale dell'uomo sulla Terra, fatto che “può avere gravi conseguenze, compresa la nostra stessa estinzione”. A tal fine, si redono necessari anche dele figure "generaliste", non specialistiche, che siano in grado di intravedere le interconnessioni esistenti tra le scoperte delle varie scienze. Nel suo libro Allgemeiner Teil der Wissenschaften (2023), che ha sviluppato come proposta contenutistica per un sifato Studium generale, l'evoluzione (in senso onnicomprensivo) svolge un ruolo centrale.
Saner spiega quanto segue:
(Luc Saner, Allgemeiner Teil der Wissenschaften, 2023)
Rimane ora compito delle scienze incorporare le rispettive discipline di pertinenza all'interno di questa parte generale trasversale alle diverse scienze, per giungere ad un programma di ricerca accademico completo. Questo porterebbe all'unità della scienza. Solo su questa base, l'unità della scienza, si può erogare il già citato Studium Generale di due semestri. Di conseguenza, sono soprattutto i docenti, e non gli studenti, a essere messi in gioco.
Al Comitato per l'unità della scienza e un autentico Studium generale si sono poi unite numerose personalità - soprattutto del mondo della ricerca scientifica, provenienti soprattutto dalla Svizzera e dalla Germania.

## Come forma di istruzione non universitaria
Nello spirito dell'"Educazione allo sviluppo sostenibile" (ESD), un programma fondamentale per tutti i settori dell'istruzione può essere inteso come uno standard nel settore non universitario per lo sviluppo di un pensiero e di un'azione sostenibili, che consenta ai partecipanti di valutare meglio come le proprie azioni influenzeranno le generazioni future o la vita in altre regioni del mondo. Un programma corrispondente è stato sviluppato nel 2009 da "fundamentale - Die junge Akademie" di Lipsia.

### Riferimenti
1. ↑   Studium generale, su studgen-iful.uni-mainz.de. URL consultato il 28 ottobre 2019.
2. ↑   Zentralinstitut studium plus, su unibw.de. URL consultato il 19 maggio 2019.
3. ↑   Studium Generale und Lehre, su zak.kit.edu. URL consultato il 18 marzo 2018.
4. ↑  Caroline Y. Robertson-von Trotha, Miriam Friedrichs, Marco Ianniello: Die Verantwortung der Universitäten im Spannungsfeld von Spezialwissen und Schlüsselqualifikationen: die Rolle des Studium Generale, in: Ursula Konnertz/Sibylle Mühleisen (Hrsg.): Bildung und Schlüsselqualifikationen. Zur Rolle der Schlüsselqualifikationen an den Universitäten, Frankfurt am Main 2016, pp. 123–140.
5. ↑   Studium fundamentale, su uni-wh.de. URL consultato l'8 settembre 2018.
6. ↑   Interdisziplinäres Modul - Zeppelin-Projekt, su zu.de. URL consultato il 26 ottobre 2019.
7. ↑   Willkommen beim Studium fundamentale!, su hszg.de. URL consultato il 20 ottobre 2018.
8. ↑   Studium Generale – was ist das?, su alanus.edu. URL consultato l'8 dicembre 2018.
9. ↑   Interdisziplinäres Studium Generale, su frankfurt-university.de. URL consultato il 20 gennaio 2023.
10. ↑   Studium generale, su htwk-leipzig.de. URL consultato il 20 novembre 2022.
11. ↑   Das Leibniz Kolleg, su Universität Tübingen, 2018. URL consultato il 7 dicembre 2018.
12. ↑   Studium Generale, su salemkolleg.de. URL consultato il 3 febbraio 2023.
13. ↑   Aicher-Scholl-Kolleg – Studium Generale, su vh-ulm.de. URL consultato il 7 marzo 2021.
14. ↑   Die Kooperationspartner, su ask-ulm.de. URL consultato il 13 aprile 2023.
15. ↑  Rudolf Kötter: Wissenschaftstheorie im 20. Jahrhundert – Ein Streifzug durch ihre Geschichte. In: Aufklärung und Kritik, Zeitschrift für freies Denken und humanistische Philosophie, 4 / 2017, Gesellschaft für kritische Philosophie Nürnberg, Nürnberg, S. 47 ff.
16. ↑  Saner (2023), p. 26.
17. ↑  Saner (2023)pp. 5, 19–20.
18. ↑  Saner (2023), p. 19.
19. ↑  Saner (2023), pp. 23-24.
20. ↑  Saner (2023), p. 236.
21. ↑  Saner (2023), p. 27.
22. ↑  Mitglieder des Komitees für die Einheit der Wissenschaft und ein echtes Studium generale, PDF online. Accesso effettuato il 28 febbraio 2024.
23. ↑   „fundamentale – Die junge Akademie“: Ziele und Schritte. Eine Rück- und Vorschau, su fundamentale.de. URL consultato il =2019-04-02.